# Asota alienata
Asota alienata là một loài bướm đêm thuộc họ Erebidae. Nó được tìm thấy ở Papua New Guinea và New Hebrides.